# Jakob Wolfram
Jakob Wolfram (* im 19. Jahrhundert; † 1885) war ein deutscher Gutsbesitzer und Mitglied des Kurhessischen Kommunallandtags des preußischen Regierungsbezirks Kassel.

## Leben
Jakob Wolfram wurde als Sohn des Gutsbesitzers Paulus Wolfram und dessen Ehefrau Philippine von der Velden geboren. Er übernahm in seinem Heimatort Albshausen im Schwalm-Eder-Kreis den elterlichen Gutshof. In den Jahren von 1861 bis 1862 war er für den Bezirk Melsungen-Land Mitglied der Zweiten Kammer der Kurhessischen Ständeversammlung. Aus dem Stand der höchstbesteuerten Grundbesitzer und Gewerbetreibenden erhielt er nach der Annexion von Kurhessen durch Preußen 1868 ein Mandat für den Kurhessischen Kommunallandtag des preußischen Regierungsbezirks Kassel. Er hatte bis zum Jahre 1874 einen Sitz in dem Parlament.